# Sébastien Buchmann
Pour les articles homonymes, voir Buchmann.
Sébastien Buchmann est un directeur de la photographie français.
Il est également professeur dans des écoles de cinéma comme à l'école nationale supérieure la Cinéfabrique.

## Biographie
Sébastien Buchmann est ancien élève de l'École nationale supérieure Louis-Lumière (promotion Cinéma, 1994).

## Filmographie partielle

### Cinéma

#### Courts et moyens métrages
- 1995 : Douaumont repris ! de Vladimir Léon
- 1998 : Coquillettes de Joséphine Flasseur
- 2004 : Juste un peu de réconfort d'Armand Lameloise
- 2004 : Le Dieu Saturne de Jean-Charles Fitoussi
- 2007 : Primrose hill de Mikhael Hers
- 2008 : Le Jour où Ségolène a gagné de Nicolas Pariser
- 2009 : Kataï de Claire Doyon
- 2009 : La Vie lointaine de Sébastien Betbeder
- 2009 : Montparnasse de Mikhael Hers
- 2010 : La République de Nicolas Pariser
- 2010 : Les Anges de Port Bou de Vladimir Léon
- 2013 : Agit Pop de Nicolas Pariser
- 2015 : Le Rappel des oiseaux de Stéphane Batut

#### Longs métrages
- 1998 : Loin du front de Vladimir Léon et Harold Manning
- 2001 : L'Adolescent de Pierre Léon
- 2004 : Nissim dit Max de Pierre Léon et Vladimir Léon
- 2005 : Mystification ou l'Histoire des portraits de Sandrine Rinaldi
- 2006 : Horezon de Pascale Bodet
- 2006 : Octobre de Pierre Léon
- 2007 : Le Brahmane du Komintern de Vladimir Léon
- 2007 : Guillaume et les sortilèges de Pierre Léon
- 2008 : Je ne suis pas morte de Jean-Charles Fitoussi
- 2008 : Dans un coin de la tête d’Olivier Seror (sorti ?)
- 2008 : Lads and Jockeys de Benjamin Marquet
- 2010 : Une nouvelle ère glaciaire de Darielle Tillon
- 2010 : Le Temps des grâces de Dominique Marchais
- 2010 : Memory Lane de Mikhael Hers
- 2010 : La Reine des pommes de Valérie Donzelli
- 2011 : La Guerre est déclarée de Valérie Donzelli
- 2012 : Cap Nord de Sandrine Rinaldi
- 2012 : Main dans la main de Valérie Donzelli
- 2013 : Par exemple, Électre de Jeanne Balibar et Pierre Léon
- 2013 : Biette de Pierre Léon
- 2014 : La Ligne de partage des eaux de Dominique Marchais
- 2015 : Ce sentiment de l'été de Mikhaël Hers
- 2015 : Le Grand Jeu de Nicolas Pariser
- 2017 : Cornélius, le meunier hurlant de Yann Le Quellec
- 2018 : Nul homme n'est une île de Dominique Marchais
- 2018 : Amanda de Mikhael Hers
- 2019 : Alice et le Maire de Nicolas Pariser
- 2020 : Mes chers espions de Vladimir Léon
- 2022 : Les Passagers de la nuit de Mikhaël Hers
- 2022 : Le Parfum vert de Nicolas Pariser
- 2024 : Maria de Jessica Palud